# Tuc des Neres
El Tuc des Neres es una montaña de los Pirineos de 2582 metros, situada en la comarca del Valle de Arán (provincia de Lérida).

## Descripción
El Tuc des Neres está situado en la Sèrra des Neres entre los valles de Era Artiga de Lin y el Valle del rio Nere. Se encuentra al NE del Pico de la Forcanda o Malh des Pois de 2883 metros de altitud.